# Bacha
Bacha (chiń. 八蜡; pinyin Bāchà; Wade-Giles Pa-ch’a) – w ludowych wierzeniach chińskich jedno z wielu bóstw rolniczych, chroniące pola przed szarańczą, konikami polnymi i cykadami.
W ikonografii przedstawiany jako mężczyzna z ptasim dziobem, szponami i skrzydłami, a także dzwonem zamiast brzucha – co jest efektem pomyłki wynikłej z podobnego brzmienia słów owad (虫, chóng) i dzwon (钟, zhōng). W jednej ręce trzyma naczynie ze środkiem owadobójczym, w drugiej młotek, miecz lub szablę. Zgodnie z podaniami pierwotnie był mongolskim chłopem i żył w mało urodzajnym regionie pełnym dzikich i niebezpiecznych zwierząt, lecz nigdy doznał żadnej szkody z ich strony.
W dawnych Chinach obchodzono coroczne ceremonie błagalne, w trakcie których zanoszono prośby do Bacha o ochronę pól przed szkodnikami. Społeczność opłacała wówczas wędrownych muzyków, którzy rozstawiali się przy wejściu do wsi lub na głównej ulicy miasta, przez pół dnia bijąc w bębny i odmawiając modły. Mieszkańcy mogli wówczas otrzymać ochronny amulet, który wieszano następnie nad frontowymi drzwiami domostwa.